# 後來的我們
《后来的我们》，2018年中国大陆文艺爱情片，刘若英导演的处女作，井柏然、周冬雨、田壮壮主演。入選2018年台北電影節的特別放映單元。

## 剧情概述
机缘巧合下，身为同乡的小晓（周冬雨飾演）和见清（井柏然飾演）的两人命运交缠，在经历了普通情侣都会经历的“热恋”、“分手”、“错过”、“重逢”后再也回不到最初的爱情故事。

## 演員
| 演員姓名           | 角色名稱       | 介紹 |
| 井柏然             | 林见清         | 本片男主角，兒時受遊戲「命令與征服」系列影響熱愛遊戲，學生時期攻讀遊戲相關系所。十年前在春運列車和小曉相戀，但因為現實、價值觀等原因和小晓分手。多年後和他人結婚成家且變得富裕，與小曉再遇，雙方卻再也回不去昔日的美好。                 |
| 周冬雨             | 方小晓         | 本片女主角，由於有感家鄉發展有限，決定離鄉發展，情史豐富但未能找到合意的男人。十年前在春運列車和见清相戀，但因為現實、價值觀等原因和見清分手。多年後與見清重逢，但人事已非，只能感嘆自己錯過见清。故事尾聲在见清製作的遊戲發現隱藏訊息。 |
| 田壮壮             | 林见清父亲     | 為人和善，將孤苦無依的小晓視為家人。雙目失明後請见清寄出給小晓的信，但最終见清沒有將信件交給小曉。 |
| 曲哲民             | 陈德文         | |
| 刘启恒             | 郑欢           | |
| 苏小明             | 毛姐           | |
| 邹倚天             | 明姐           | |
| 张子贤             | 合租屋邻居     | |
| 施予斐             | 长髮女         | |
| 李栋               | 孙艺龙         | |
| 李剑青             | 地下通道吉他男 | 男主角林見清是直接借用音樂人李劍青的名字，李劍青不但在電影中客串演出地下道街頭音樂人，其《平凡故事》也被收錄為該電影插曲 |
| 黑屋乐队           | 酒吧乐队       | |
| 潘肖 安玉刚 黄一平 | 见清同学       | |
| 汪汪               | 看房男         | |

## 電影歌曲
| 曲別   | 歌名                                           | 演唱者         | 作詞        | 作曲        |
| 主題曲 | 我們 （页面存档备份，存于）                    | 陳奕迅         | 葛大為      | 陳建騏      |
| 插曲   | 愛了很久的朋友 （页面存档备份，存于）          | 田馥甄（Hebe） | 林珺帆      | 黃韻玲      |
| 片名曲 | 後來的我們 (眼淚未乾版) （页面存档备份，存于） | 五月天         | 五月天 阿信 | 五月天 怪獸 |
| 插曲   | 平凡故事                                       | 李剑青         | 李宗盛      | 李剑青      |

## 制作
2017年10月19日在北京市开机，其后在大连市、盖州市、海拉尔区等地拍摄，12月23日杀青。

## 宣传
2018年2月11日发布的“最恨春节”预告片和质问系列海报，定档4月28日上映。
2月15日发布“年夜饭”预告，3月14日发布“学会去爱”我们版系列海报。
3月28日发布电影插曲《爱了很久的朋友》MV，由黄韵玲作曲、田馥甄演唱。
4月10日，在北京举办主题曲发布会，导演刘若英、监制张一白、主题曲演唱者陈奕迅到场，揭晓主题曲《我们》。
4月13日，由五月天演唱的电影片尾曲《后来的我们》（眼泪未干版）上线各音乐平台。
4月22日，发布终极海报。
4月23日晚，在北京举行全球首映式，导演刘若英、演员井柏然、周冬雨、田壮壮出席，此外周迅、陈可辛、黄晓明、陈思诚、王宝强、黄建新、顾长卫、张嘉佳等到场观看。
5月10日，发布电影插曲《平凡故事》MV。

## 评价
這部電影在中國大陸電影評分網站豆瓣電影上從首映的7.0分一路降到現在的5.9分，超過50%的觀影者只給三顆星。
《澎湃新闻》：《后来的我们》不坏，不佳。好的地方都在台面上，故事基本流畅通顺，两个演员不让人出戏，建立了一个艰辛北漂的情感共鸣点，在爱来爱去的虚妄情感背后，尽量放置了现实感的背景。不好的地方：第一，这不是平等的爱情；第二，编导太刻意的寻找共鸣点；第三，片中那些不必要的文艺腔。相较于那些故事虚伪、三观扭曲的打胎爱情片，《后来的我们》是有亮点的，但仍然无法把它称为佳作。
劉若英說，愛情最難過的事情是「沒辦法」，雙方都努力過了，電影想呈現的是，沒有車禍、癌症、第三者，沒有外界的因素，但最後還是沒辦法繼續走下去。「我常常覺得男女之間分手，都不是因為這些因素，而是走到一個不知道該怎麼辦、但又已經努力過了的遺憾。」。
本片主演周冬雨、井柏然均以一票之差落选第55屆金馬獎的提名名单。

## 发行

### 票房
该片在中国大陆的上映首日，票房收入为2.8亿（人民币，下同），同时打破《港囧》在三年前创下的中国大陸国产片工作日首日票房纪录，并接近《战狼2》2.92亿的中国大陸国产片工作日最高票房纪录，截至5月3日获得10亿的票房收入。累计票房13.61亿，一度创下中国大陸影史票房最高的女导演纪录，直至2021年2月被贾玲的《你好，李焕英》打破。
| 上一届： 《狂暴巨兽》 | 2018年中國大陸一周票房冠軍 第17、18週 | 下一届： 《复仇者联盟3：无限战争》 |

#### 票务平台退票事件
4月28日上映当晚，《后来的我们》疑似在各地出现大量恶意刷票和退票事件。4月29日，猫眼电影官方微博发表声明，“截至4月28日23点，平台疑似恶意刷票并退票数量约38万张，涉及票房约1300万，占影片当日总票房的4.6%，恶意刷票订单集中在19.9元等特惠票。”已将相关数据、证据提交主管部门并将协同作进一步的详细调查。国家电影局关注到上述反映后，依据国家电影专资数据平台的数据对近几日退票信息进行分析，初步认定影片退票情况确有异常，具体问题尚待研判，并对影片出品方、发行方等相关人员进行约谈，要求立即完善退票机制，认真查明存在的漏洞、进一步梳理情况、完善数据，形成书面报告报主管部门。
5月2日，同样遭遇“退票”的电影售票平台淘票票发布声明称，《后来的我们》上映首日，在该平台退票率是日常的三倍，除暂时关闭退改签服务外，承诺“过去从来不提供、未来也永远不提供无真实用户购票的后台批量锁场锁座功能。”
5月3日下午4点，猫眼电影就近日的退票事件举办媒体恳谈会，猫眼COO康利回应了影片退票异常、是否有利益操作、猫眼的多重身份等七大核心问题，否认了外界的诸多猜测，并表示今年五一档的“退票”风波会让互联网平台更加完善自身的机制
部分业内人士则希望可以建立类似派拉蒙法案、“制播分离”等的法规和制度，院线人士也表达了在线票务平台强大后对其带来影响的担忧。
5月4日，猫眼再次发表声明称，在此次事件中对猫眼的攻击是有组织的舆论攻击，对猫眼造成巨大负面影响，构成诽谤和名誉侵权，将起诉相关大V和自媒体。

### 其它放映
2018年6月22日，本片于腾讯视频、爱奇艺、优酷、芒果TV等中国大陆影視网站付费播出（付费会员观看）。
Netflix买下本片除中国大陆外的全球流媒体平台版权，以“Netflix 原创电影”之名于2018年6月22日在全球190多个国家地区同步上线，本片亦被评为Netflix2018年十佳爱情喜剧片（第四名）。

## 獎項及提名
| 年度 | 颁奖典礼                         | 獎項             | 姓名                                                | 结果 |
| ---- | -------------------------------- | ---------------- | --------------------------------------------------- | ---- |
| 2018 | 第55屆金馬獎                     | 最佳新导演       | 刘若英                                              | 提名 |
| 2018 | 第55屆金馬獎                     | 最佳男配角       | 田壮壮                                              | 提名 |
| 2018 | 第55屆金馬獎                     | 最佳改编剧本     | 袁媛、何昕明、潘彧、安巍、刘若英                    | 提名 |
| 2018 | 第55屆金馬獎                     | 最佳剪辑         | 廖庆松、孔劲蕾                                      | 提名 |
| 2018 | 第55屆金馬獎                     | 最佳原创电影歌曲 | 《我们》 原唱：陈奕迅 / 作词：葛大为 / 作曲：陈建骐 | 提名 |
| 2018 | 2018电影之夜                     | 观众最喜爱MV     | 后来的我们                                          | 獲獎 |
| 2018 | 2018电影之夜                     | 最受欢迎演员     | 周冬雨                                              | 獲獎 |
| 2019 | 第十届中国电影导演协会2018年表彰 | 年度女演员       | 周冬雨                                              | 提名 |
| 2019 | 金众电影青年节                   | 最卖座爱情电影   | 后来的我们                                          | 獲獎 |
| 2019 | 第32屆中國電影金雞獎             | 最佳故事片       | 后来的我们                                          | 提名 |
| 2019 | 第32屆中國電影金雞獎             | 最佳编剧         | 袁媛、何昕明、潘彧、安巍、劉若英                    | 提名 |
| 2019 | 第32屆中國電影金雞獎             | 最佳导演处女作   | 刘若英                                              | 提名 |
| 2019 | 第32屆中國電影金雞獎             | 最佳女主角       | 周冬雨                                              | 提名 |
| 2019 | 第32屆中國電影金雞獎             | 最佳男配角       | 田壮壮                                              | 提名 |
| 2019 | 第10届中国影协杯                 | 优秀电影剧本     | 袁媛、何昕明、潘彧、安巍、刘若英                    | 獲獎 |

## 诉讼
2019年1月7日，新浪微博用戶出品人布衣翁（翁宏才）晒出数张武汉中院司法公开网上服务平台截图，称已将刘若英及《后来的我们》片方多家公司诉至法院，诉由系不正当竞争。《后来的我们》电影官微发布声明回应，武汉某公司後在微博散布法院资讯截图，控告《后来的我们》片方，其提告内容不实，并称武汉某公司一系列相关动作已构成事实诽谤。
2019年12月27日，《后来的我们》官方微博发布了民事判决书截图，显示湖北省武汉市中级人民法院判决认定《后来的我们》片方（即被告方）胜诉，原告方所述控告（《后来的我们》抄袭和片方不正当竞争）均不成立，予以驳回，随后湖北省高级法院终审裁定维持原判，而此次产生的诉讼费用计391800元也由原告方承担。《后来的我们》片方随后还表示，对方明知其诉请无理，仍然滥用诉权，并且在法院尚未判决的情况下多次以不实消息诋毁电影《后来的我们》的原创性，“碰瓷”本片，对本片主创名誉造成严重影响，片方将对相关人提起诉讼，通过法律程序追究对方侵犯名誉权的法律责任。
《后来的我们》官方微博发布了判决结果之后，网友们也纷纷留言，其中不乏一些电影、法律专业的人士。有网友称，为《后来的我们》片方的维权行为叫好，“很多剧组或是电影人遇到‘碰瓷’，大部分就选择忍气吞声，但这只会增加那些‘碰瓷’的人的嚣张气焰。支持片方维权，就是要让‘碰瓷’的人知道，‘碰瓷’也是要负责任的”。也有网友表示，这个判决结果说明，法律对于原创的支持和保护力度愈发加强。一部电影的诞生，往往是由许多人经过一次次思考、讨论、争执，而且要经过许多的波折才能完成。但是“碰瓷”者仅仅是看重了某一部电影的名气就不惜以诋毁的方式蹭热度，这种行为，不仅应该受到道德的谴责，还应该得到法律的制裁。

### 裁判要旨
除思想表达区分的要求外，著作权保护不延及作品所表达的抽象内容还具有侵权判定上的独立价值，若将著作权保护延及作品所表达的抽象内容，如何确定特定作品表达的抽象内容、由谁确定该内容，将具有极大的不确定性。即便作者本人，也可能有偏离实际表达任性解读的投机倾向，在后的创作者将因此面临动辄得咎的状况，创作自由将不复存在。

#### 一審
案号：（2018）鄂01民初5015号
判決書除了陳述事實、給出清晰理由外，也特別指出，「若依原告之觀點，任選兩部文學作品，均有可能得出抄襲剽竊之結論，文學藝術創作必將無法進行，有違著作權法的立法本意」。值得一提的是，「碰瓷」方給到經紀人的策劃書和作為證據提交法院的策劃書並非同一版本，原告提交給法院的策劃書中，特意隱去了青春校園題材選題、主創團隊備用人選兩頁內容，後被法院查明。原告另一所謂的證據，與編劇的「劇本委託創作合同」，經法庭調查也認定該合同中編劇簽名為他人代簽，且簽署時間也可能並非原告所稱的2015年，而是晚於2018年4月8日以後（武漢光亞方聲稱於2015年簽署的這份編劇合同卻標明的是2018年4月後該公司才登記的辦公位址，同時付款條件為行業內絕無僅有的「電影公映後支付」），武漢光亞這一主張也與此前所稱的創作時間更早的觀點存在重大差別。

#### 二審
案号：（2019）鄂知民终510号
光亚公司、黄乾生不服一审判决，向湖北省高级人民法院提起上诉，但未缴纳上诉费。法院二审裁定按自动撤回上诉处理。

### 不正当竞争典型意义
在不正当竞争判定上，該案明确了影视行业适用一般条款应当考虑的三个问题：其一，当原告就同一行为同时主张著作权侵权及不正当竞争时，如何看待反不正当竞争法与著作权法的关系，就同一行为，在不属于著作权法保护时，是否依然可依反不正当竞争法获得保护，若依反不正当竞争法保护，应当具备何种条件；其二，原告应当具有竞争法意义上的可保护利益，且该利益受到实际损害，否则不应认定被告构成不正当竞争；其三，影视行业的公认商业道德为何，被告行为是否违反该行业特有的商业道德。該案较好地划定了著作权保护与创作自由的界线、影视行业公平竞争与不正当竞争的边界，对行业的有序发展具有较强的指导意义。案件涉及影视行业多个热点问题，如思想表达二分法的具体运用、著作权及不正当竞争的保护边界、影视行业不正当竞争的判定标准等。判决说理透彻、逻辑严密、深入浅出，其裁判思路和法律适用标准为人民法院今后审理同类案件提供了清晰的指引。